# Pidpolozzja
Pidpolozzja, česky Pudpolec nebo Podplazí, ukrajinsky Підполоззя, maďarsky Vezérszállás, dříve také Pudpolóc, je obec ve ždenijevské územní komunitě, v okrese Mukačevo v Zakarpatské oblasti Ukrajiny. V roce 2025 zde žilo 798 obyvatel; v celé obci žilo 1499 obyvatel.

## Části obce
- Verchňa Hrabivnycja
  - Polyšče, ukrajinsky Полище
  - Rozdil, ukrajinsky Розділ
  - Šloh, ukrajinsky Шлог
- Jalove
  - Pudholička, ukrajinsky Пудголічка[2]

## Historie
První písemná zmínka o této obci pochází z roku 1430. Do uzavření Trianonské smlouvy byla obec součástí Uherska, poté byla, pod názvem Podplazí, součástí Československa. Od roku 1945 byla obec součástí Ukrajinské sovětské socialistické republiky, která byla součástí SSSR, a nakonec od roku 1991 je součástí samostatné Ukrajiny.